# Pontru
Pontru est une commune française située dans le département de l'Aisne, en région Hauts-de-France.

## Géographie

### Communes limitrophes
|             | Villeret (Aisne) | Bellenglise |
| Le Verguier | Pontru           | Pontruet    |
| Maissemy    | Gricourt         |             |

### Hydrographie

#### Réseau hydrographique
La commune est située dans le bassin Artois-Picardie. Elle est drainée par Omignon et un autre petit cours d'eau.
L'Omignon, d'une longueur de 32 km, prend sa source dans la commune de Bellenglise et se jette  dans la Somme à Brie, après avoir traversé 16 communes.

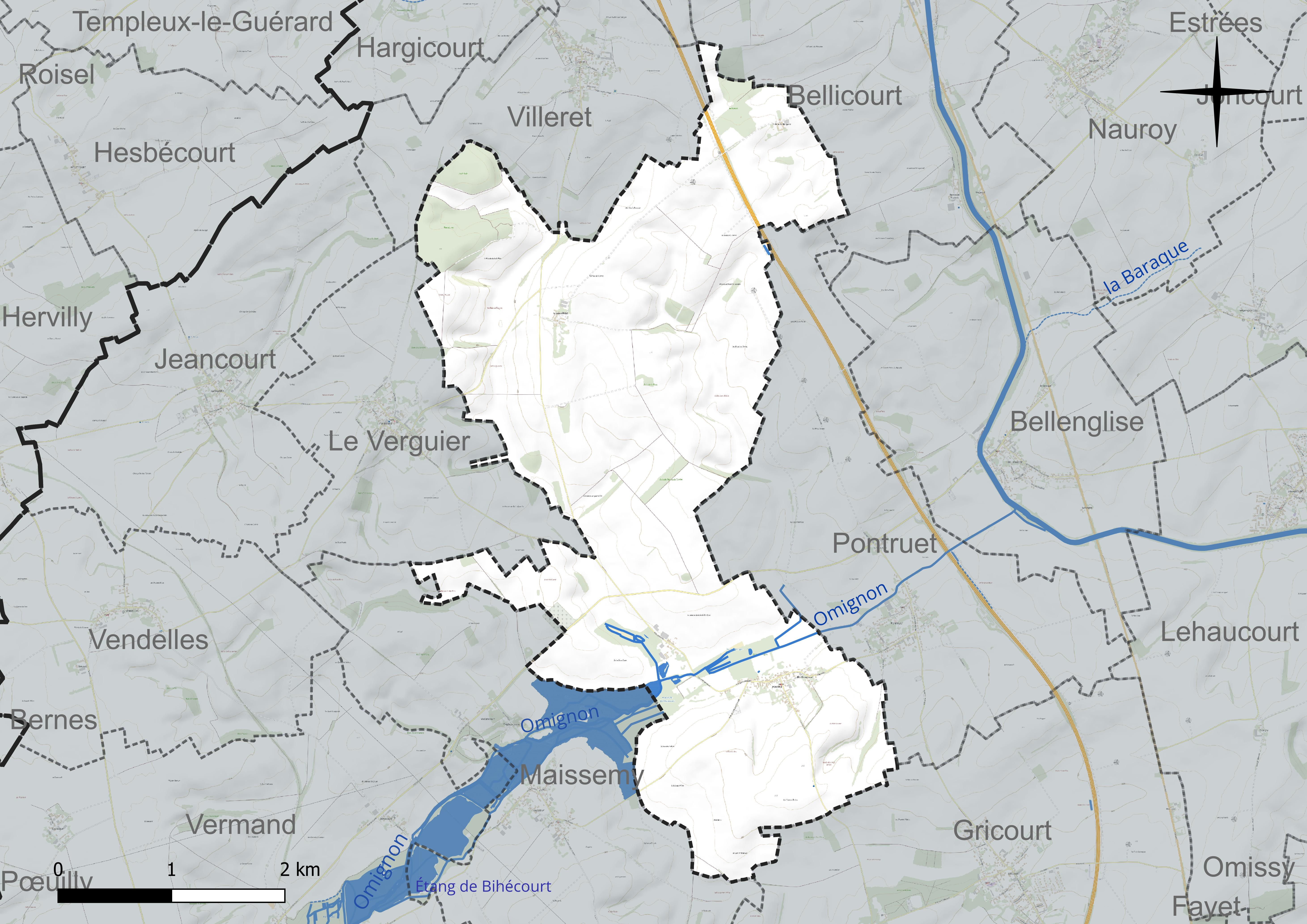
Réseau hydrographique de Pontru.

#### Gestion et qualité des eaux
Le territoire communal est couvert par le schéma d'aménagement et de gestion des eaux (SAGE) « Haute Somme ». Ce document de planification concerne un territoire de 1 798 km2 de superficie, délimité par le bassin versant de la Haute Somme est constitué d'un réseau hydrographique complexe de cours d'eau, de marais, d'étangs et de canaux. Le périmètre a été arrêté le 21 avril 2006 et le SAGE proprement dit a été approuvé le 15 juin 2017. La structure porteuse de l'élaboration et de la mise en œuvre est le syndicat mixte d'aménagement hydraulique du bassin versant de la Somme (AMEVA).
La qualité des cours d'eau peut être consultée sur un site dédié géré par les agences de l'eau et l'Agence française pour la biodiversité.

### Climat
Pour des articles plus généraux, voir Climat des Hauts-de-France et Climat de l'Aisne.
En 2010, le climat de la commune est de type climat océanique dégradé des plaines du Centre et du Nord, selon une étude du CNRS s'appuyant sur une série de données couvrant la période 1971-2000. En 2020, Météo-France publie une typologie des climats de la France métropolitaine dans laquelle la commune est exposée à un climat océanique et est dans la région climatique Nord-est du bassin Parisien, caractérisée par un ensoleillement médiocre, une pluviométrie moyenne régulièrement répartie au cours de l'année et un hiver froid (3 °C).
Pour la période 1971-2000, la température annuelle moyenne est de 10,1 °C, avec une amplitude thermique annuelle de 15,1 °C. Le cumul annuel moyen de précipitations est de 702 mm, avec 12,3 jours de précipitations en janvier et 9,1 jours en juillet. Pour la période 1991-2020, la température moyenne annuelle observée sur la station météorologique la plus proche, située sur la commune de Fontaine-lès-Clercs à 11 km à vol d'oiseau, est de 10,8 °C et le cumul annuel moyen de précipitations est de 683,4 mm,. Pour l'avenir, les paramètres climatiques de la commune estimés pour 2050 selon différents scénarios d'émission de gaz à effet de serre sont consultables sur un site dédié publié par Météo-France en novembre 2022.

## Urbanisme

### Typologie
Au 1er janvier 2024, Pontru est catégorisée commune rurale à habitat dispersé, selon la nouvelle grille communale de densité à 7 niveaux définie par l'Insee en 2022.
Elle est située hors unité urbaine. Par ailleurs la commune fait partie de l'aire d'attraction de Saint-Quentin, dont elle est une commune de la couronne,. Cette aire, qui regroupe 120 communes, est catégorisée dans les aires de 50 000 à moins de 200 000 habitants,.

### Occupation des sols
L'occupation des sols de la commune, telle qu'elle ressort de la base de données européenne d'occupation biophysique des sols Corine Land Cover (CLC), est marquée par l'importance des territoires agricoles (95,6 % en 2018), une proportion identique à celle de 1990 (95,6 %). La répartition détaillée en 2018 est la suivante : 
terres arables (92,2 %), forêts (4,4 %), zones agricoles hétérogènes (3,4 %).
L'évolution de l'occupation des sols de la commune et de ses infrastructures peut être observée sur les différentes représentations cartographiques du territoire : la carte de Cassini (XVIIIe siècle), la carte d'état-major (1820-1866) et les cartes ou photos aériennes de l'IGN pour la période actuelle (1950 à aujourd'hui).

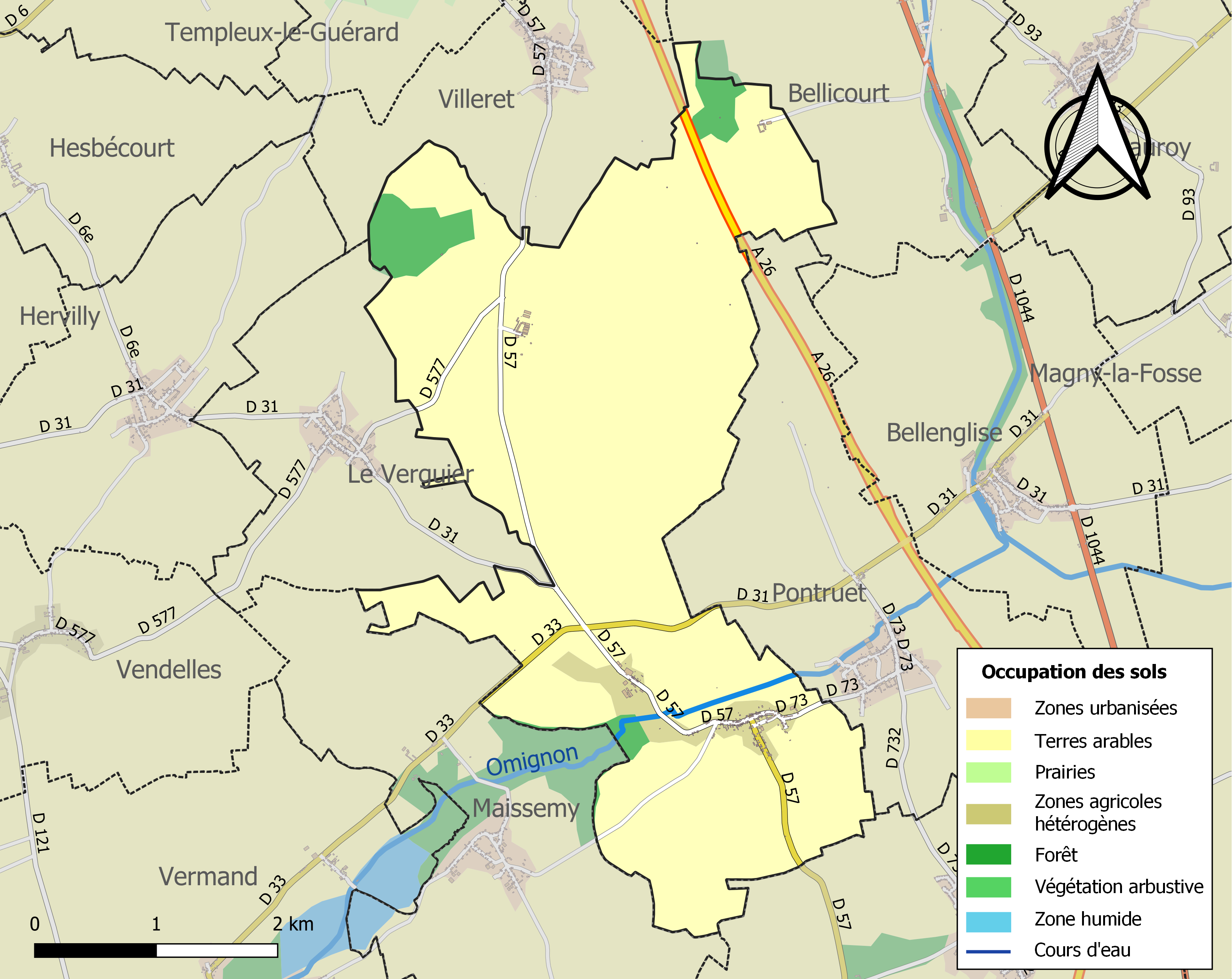
Carte de l'occupation des sols de la commune en 2018 (CLC).

## Toponymie

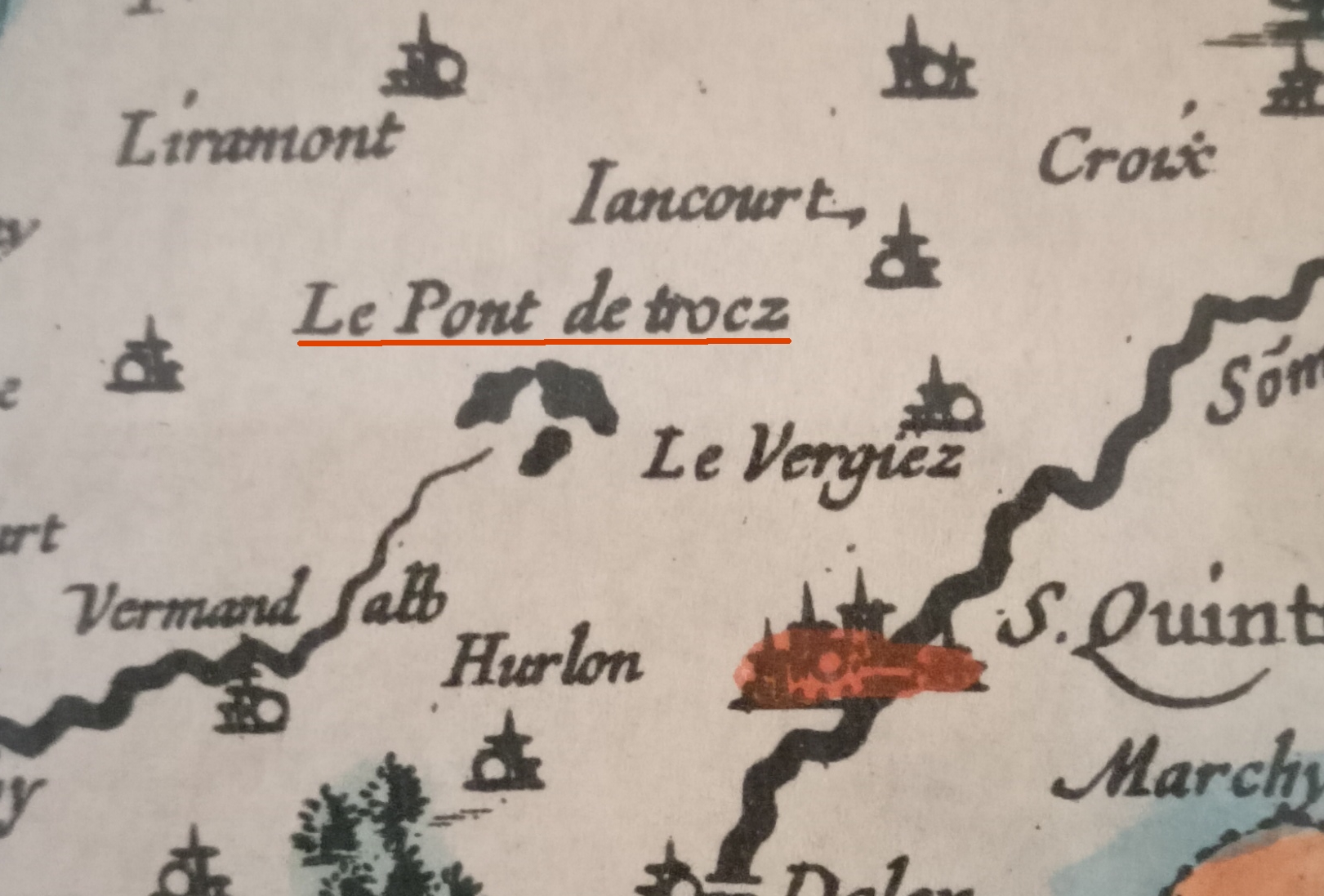
Carte de la Picardie de 1620 - Pontru se nommait alors Le Pont de trocz.

Le nom de la localité est attesté sous les formes Pontrudium (vers 1104) ; Pontrusium (1144) ; Prondusium (1145).
De l'oïl pont et ru, « ruisseau » (l'Omignon).

## Histoire

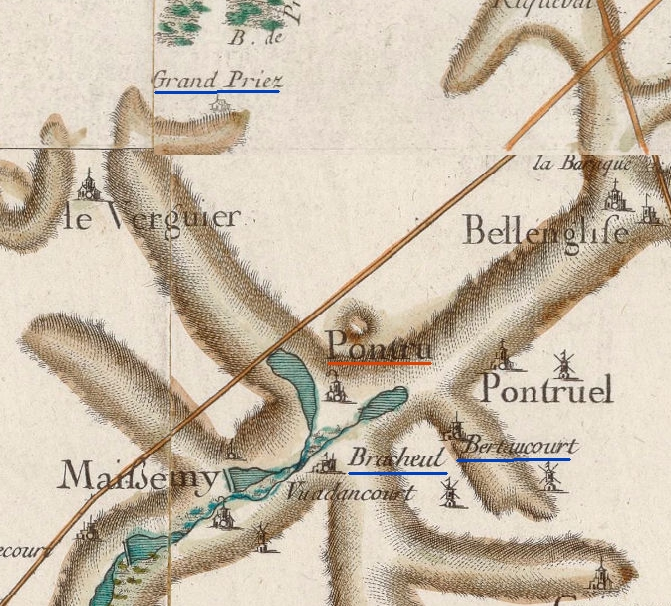
Carte de Cassini du secteur
(vers 1750).

La carte de Cassini ci-contre montre que le village s'est créé à l'emplacement de la source de l'Omignon. Deux étangs servaient à l'approvisionnement en eau.
Des deux hameaux figurant sur la carte, seul Berthaucourt existe encore de nos jours. De Bracheul, situé dans la vallée de l'Omignon en direction de Maissemy, dont l'existence est attesté dans une charte du comte Herbert IV de Vermandois, il ne reste aucune trace aujourd'hui.
Le ferme de Grand Priel (écrit Grand Priez sur la carte) est située à 3 km au nord du village en direction de Villeret.
Deux moulins à vent en bois étaient implantés au sud sur les hauteurs : l'un vers Maissemy, l'autre vers Fresnoy-le-Petit à l'endroit où est implanté le château-d'eau actuel.
En 1875, une sucrerie propriété de Domengie A. et Cie et Cie fonctionne au hameau de Bertaucourt.

### Le tumulus de Pontru
Probablement élevée à l'époque gallo-romaine sur un point haut à proximité de l'ancienne voie romaine reliant Vermand à Bavay, ce tumulus de forme ovoïde d'une trentaine de mètres de long sur une dizaine de haut, devait servir de poste d'observation pour surveiller la voie. Maintes fois fouillée au cours des siècles par des archéologues amateurs croyant y voir une tombe renfermant d'hypothétiques trésors, cette butte est recouverte d'une abondante végétation de nos jours.

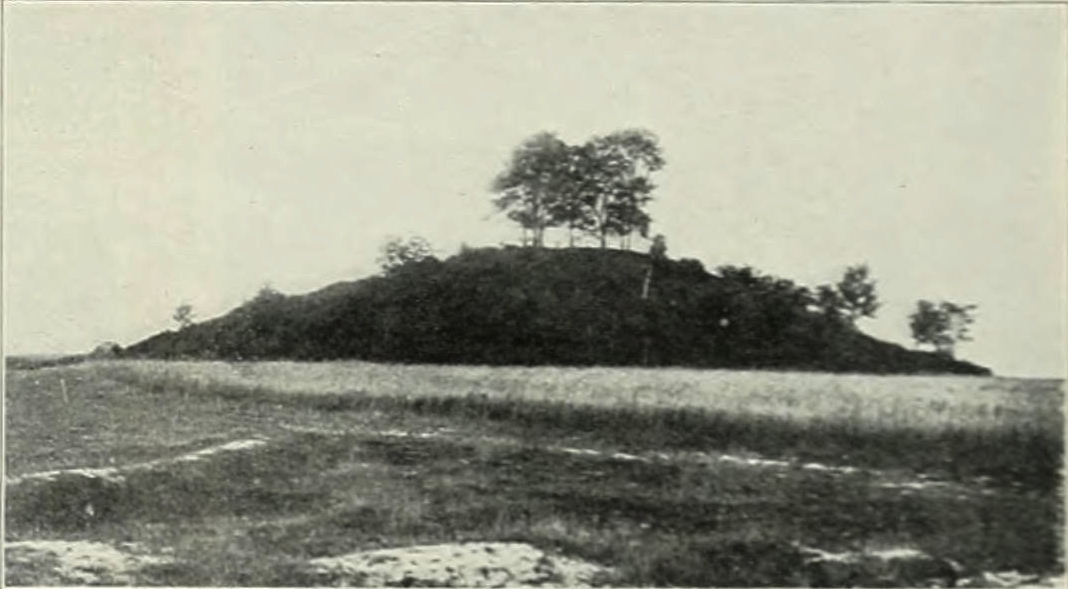
Vue du tumulus vers 1900.
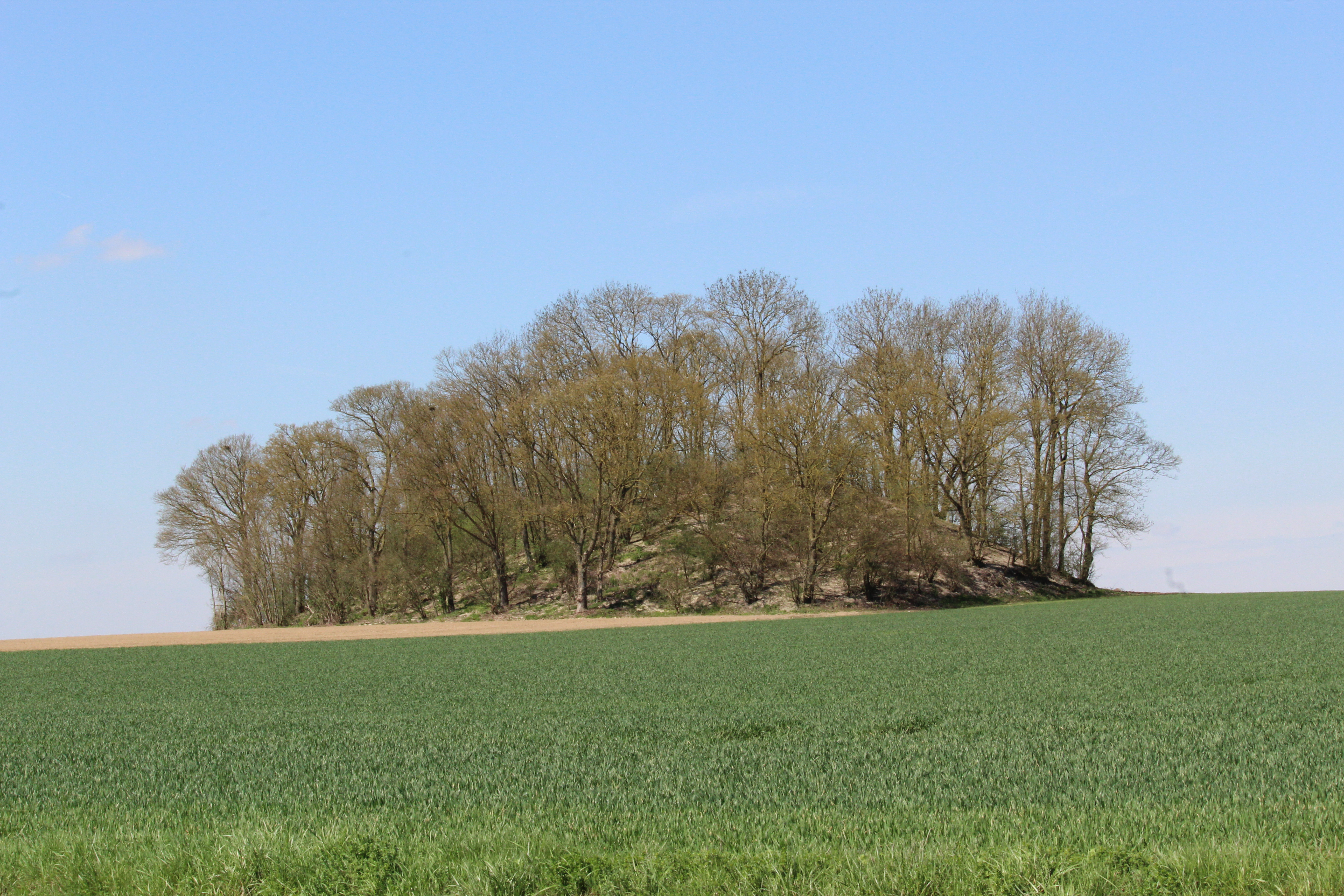
Le tumulus.
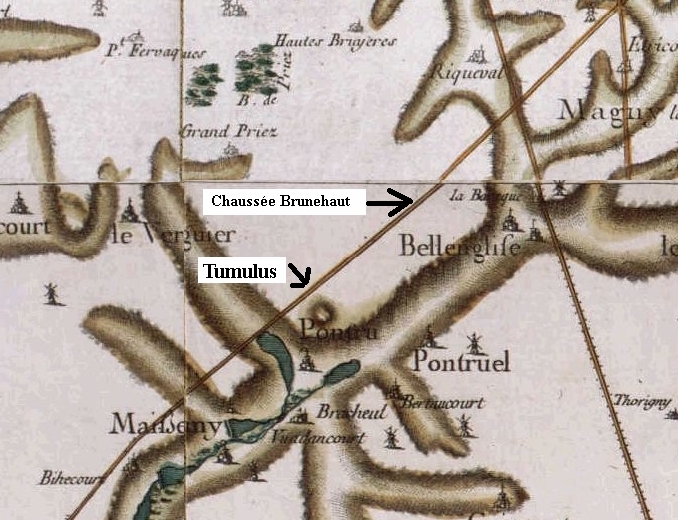
Emplacement du tumulus au sud de la Chaussée Brunehaut sur la carte de Cassini vers 1750.
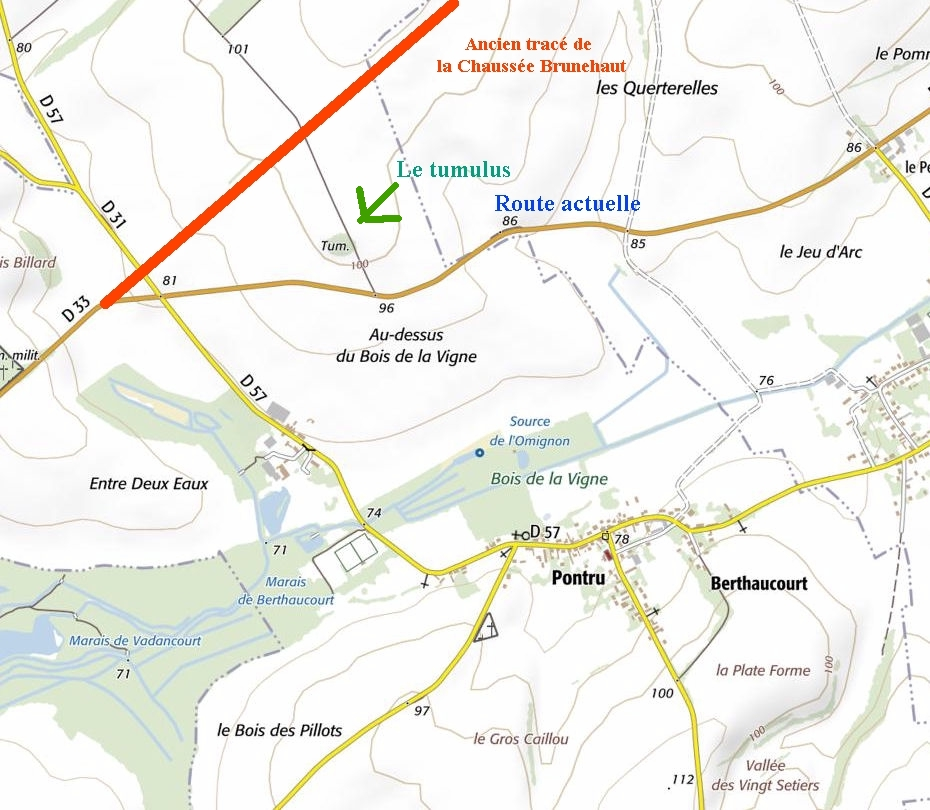
Emplacement actuel du tumulus au nord de la D 33.

### La guerre 1914-1918
Comme d'autres villages  de la région, Pontru est sorti meurtri de la Grande Guerre car le village a été entièrement rasé en 1917 par les Allemands.
Le 28 août 1914, soit moins d'un mois après la déclaration de guerre, l'armée française bat en retraite vers l'ouest et les Allemands arrivent à Pontru. Ce jour-là, six soldats français dont les noms figurent sur le monument aux morts sont tués. Dès lors commença l'occupation allemande qui dura jusqu'en mars 1917. Le front se situant à une vingtaine de kilomètres à l'ouest vers Péronne, l'activité des occupants consistait principalement à assurer le logement des combattants  et l'approvisionnement en nourriture. Des arrêtés de la kommandantur obligeaient, à date fixe, sous la responsabilité du maire et du conseil municipal, sous peine de sanctions, la population à fournir : blé, œufs, lait, viande, légumes, destinés à nourrir les soldats du front. Toutes les personnes valides devaient effectuer des travaux agricoles ou d'entretien. Voici des extraits d'un arrêté de la kommandantur d'Holnon valable pour 25 communes de la région : " Holnon le 22 juillet 1915. Tous les ouvriers et les femmes et les enfants de 15 ans sont obligés de faire travaux des champs tous les jours aussi dimanche de quatre heure du matin jusque huit heure du soir... Après la récolte les fainéants seront emprisonnés 6 mois... Les femmes fainéantes seront exilées à Holnon pour travailler. Après la récolte, les femmes seront emprisonnées 6 mois... Les enfants fainéants seront punis de coups de bâton. De plus le commandant réserve de punir les ouvriers fainéants de 20 coups de bâton tous les jours... Les ouvriers de la commune Vendelles sont punis sévèrement" (voir le document entier sur Gallica en cliquant sur le lien ci-après).
En février 1917, le général Hindenburg décida de la création d'une ligne défense à l'arrière du front ; lors du retrait des troupes allemandes, tous les villages seraient détruits pour ne pas servir d'abri aux troupes franco-anglaises. Dès le 15 février les habitants furent évacués, emmenés à Saint-Quentin et dispersés dans des lieux occupés, jusqu'en Belgique. En mars 1917, avant du retrait des troupes allemandes sur la ligne Hindenburg, le long du canal de Saint-Quentin, les maisons sont pillées et incendiées, le village est systématiquement détruit. L'église, la mairie, les écoles et toutes les maisons sont dynamitées et les arbres sciés à 1 m de hauteur.
Le village, vidé de ses habitants, reste occupé par les Allemands ; il est repris le 11 avril 1917 après de durs combats par les troupes britanniques.
Les ruines du village seront plusieurs fois reprises par chaque camp et n'est que le 18 septembre 1918, lors de la bataille de la ligne Hindenburg que Pontru sera définitivement libérée par la 24e division britannique,.
Après l'Armistice, de nombreux habitants ne revinrent pas s'installer dans la commune et, avec les dommages de guerre, commencèrent une nouvelle vie dans d'autres lieux. Pour ceux qui furent de retour commença une longue période de plus de dix ans de reconstruction des habitations (maisons provisoires), des fermes, des bâtiments publics, des routes. De 692 habitants habitants avant la guerre, Pontru n'en comptait plus que 303 en 1921, soit moins de la moitié.
Vu les souffrances endurées par la population pendant les quatre années d'occupation et les dégâts aux constructions, la commune s'est vu décerner la Croix de guerre 1914-1918 (France) le 17 octobre 1920,.
Sur le monument aux morts, inauguré en 1921, sont inscrits les noms des 28 soldats de Pontru morts pour la France et de 6 civils.

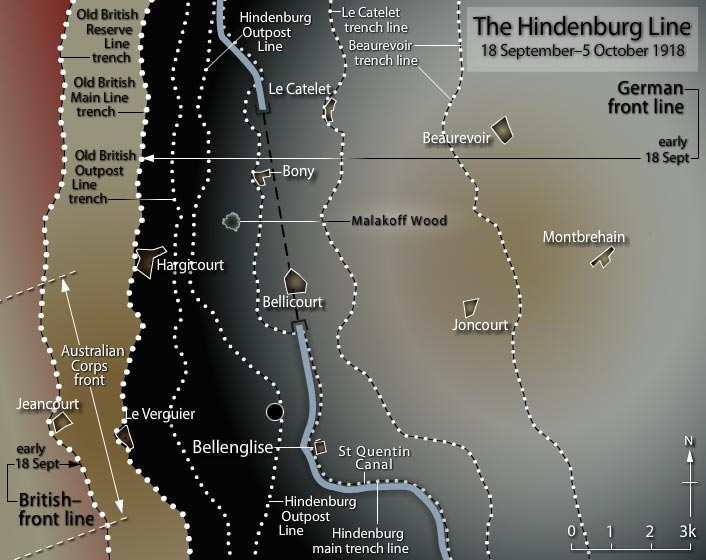
Carte de la bataille de la ligne Hindenburg en septembre-octobre 1918.
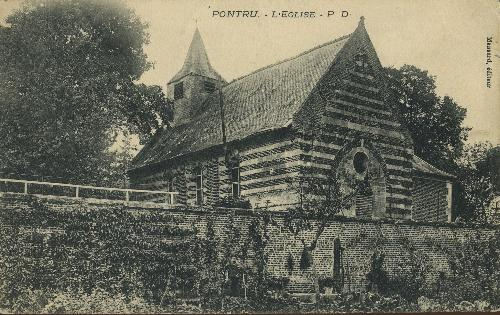
Vue de l'ancienne église vers 1905.
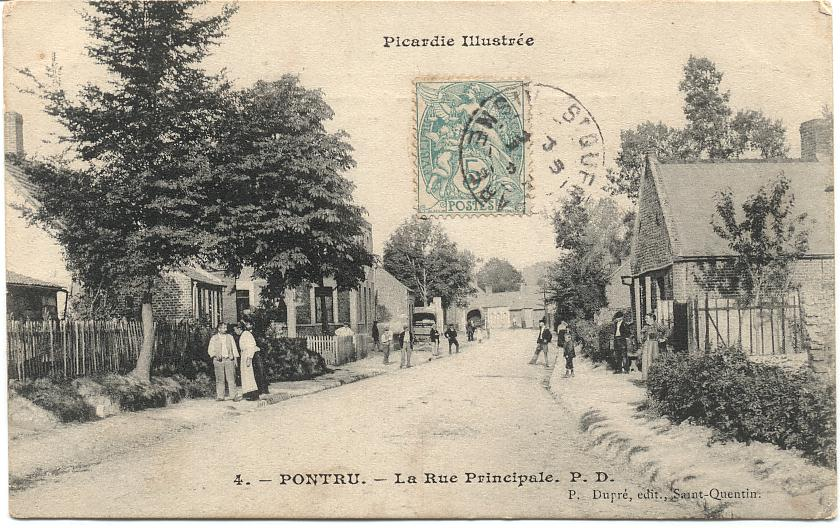
Vue du village vers 1905.
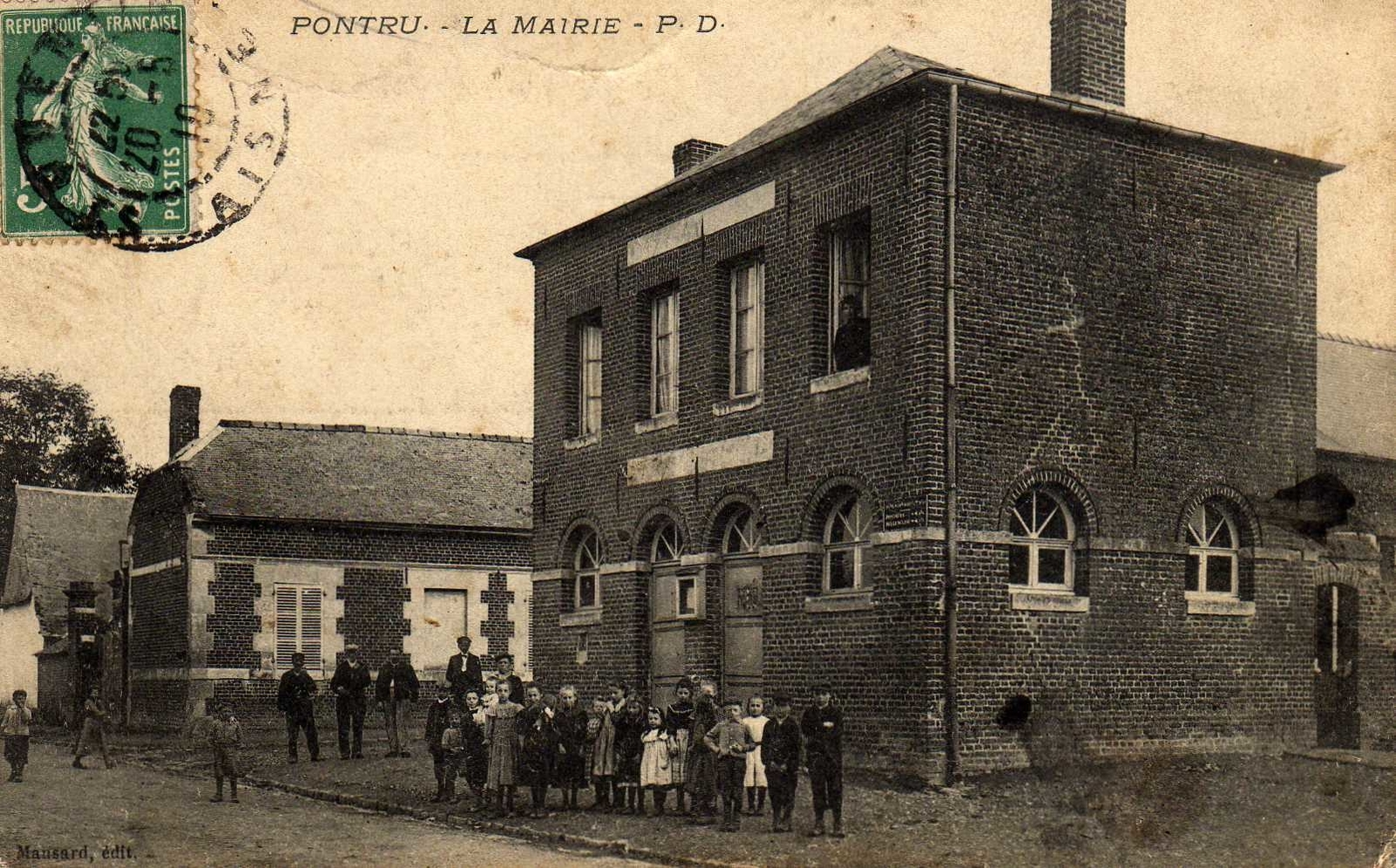
La mairie avant 1914.
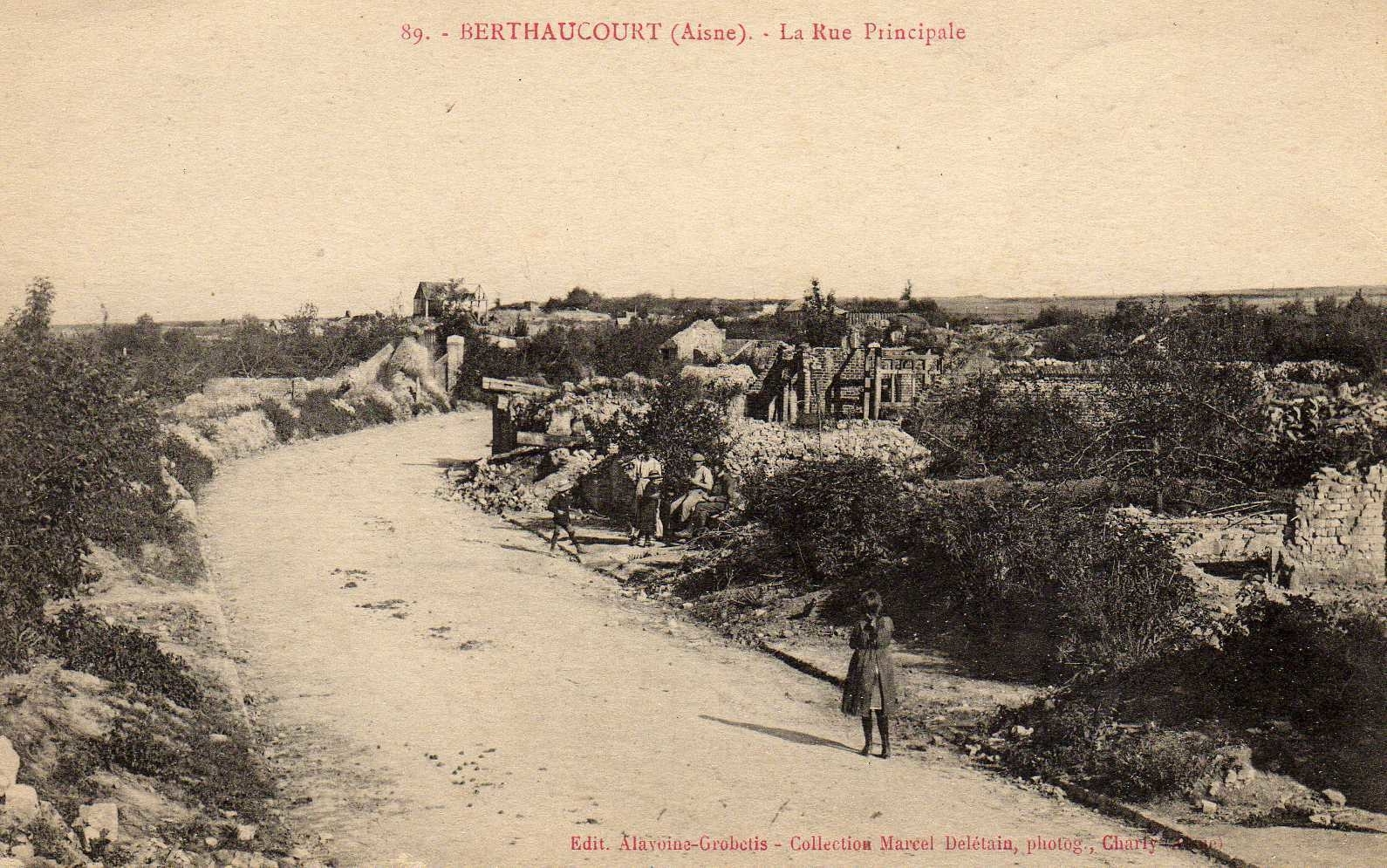
Le hameau de Berthaucourt en 1918.
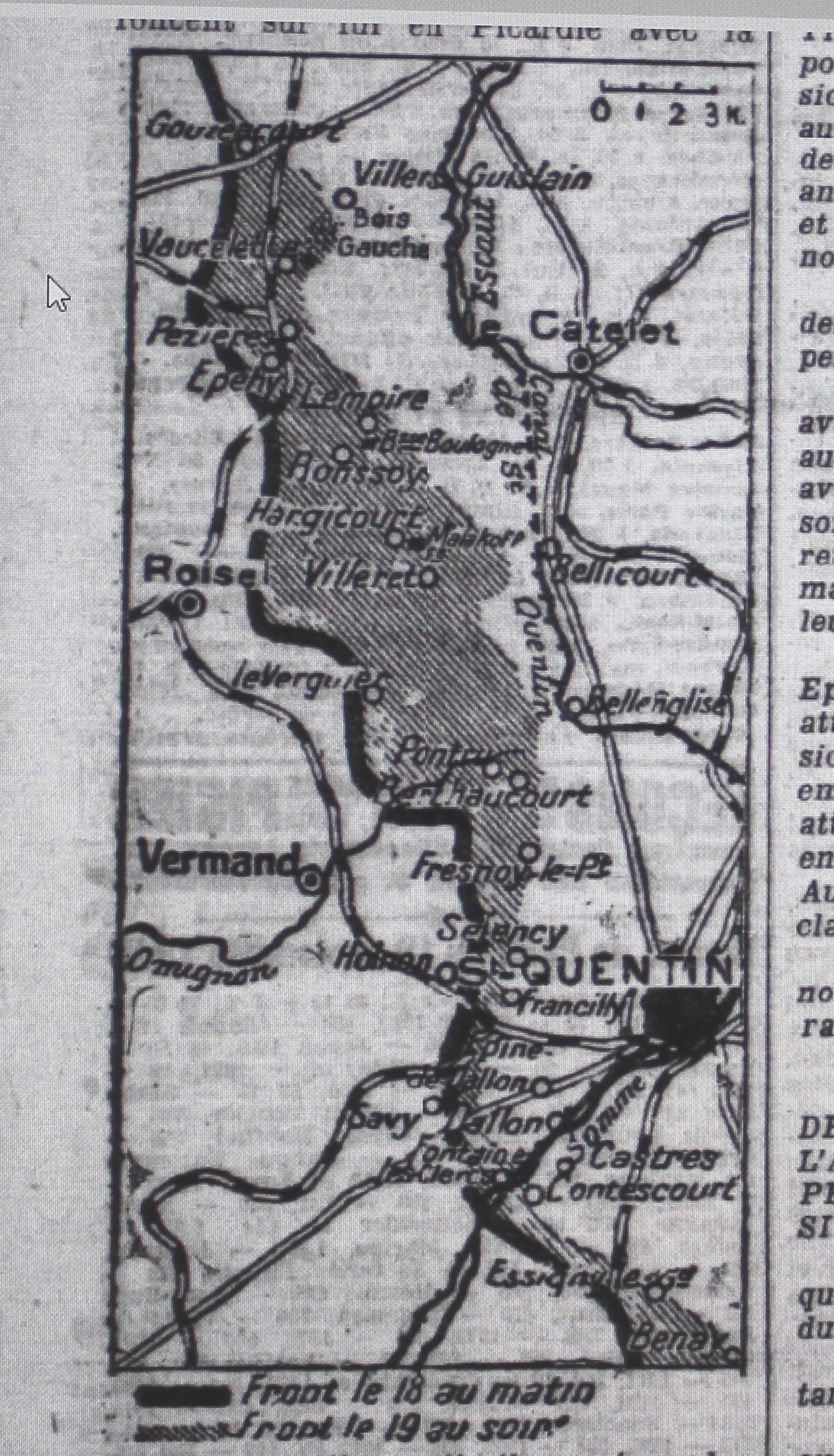
Carte montrant la prise définitive de Pontru par l'armée anglaise le 19 septembre 1918.
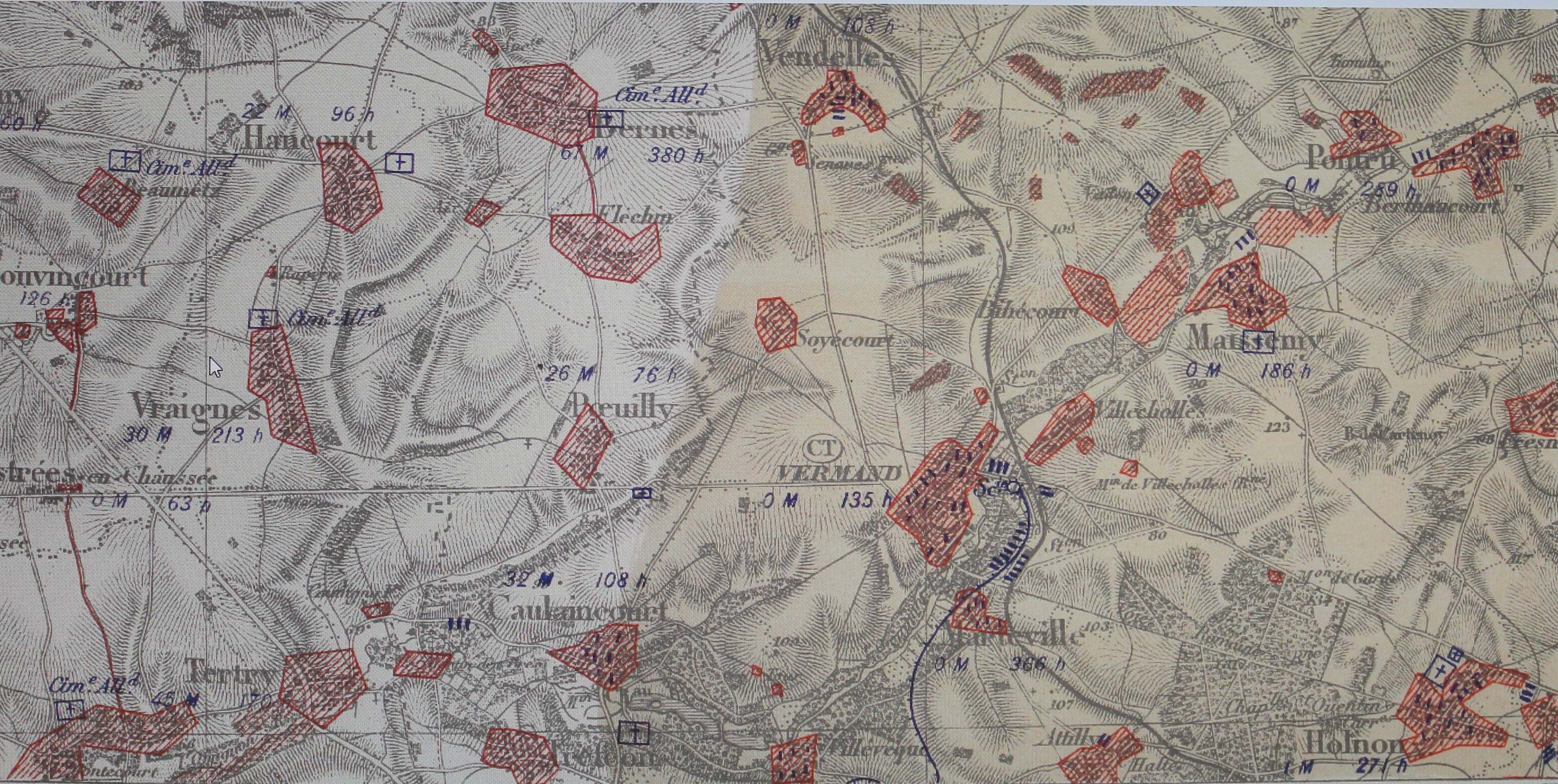
Carte montrant l'étendue des destructions de Pontru.

## Politique et administration

### Découpage territorial
La commune de Pontru est membre de la communauté de communes du Pays du Vermandois, un établissement public de coopération intercommunale (EPCI) à fiscalité propre créé le 31 décembre 1993 dont le siège est à Bellicourt. Ce dernier est par ailleurs membre d'autres groupements intercommunaux.
Sur le plan administratif, elle est rattachée à l'arrondissement de Saint-Quentin, au département de l'Aisne et à la région Hauts-de-France. Sur le plan électoral, elle dépend du  canton de Saint-Quentin-1 pour l'élection des conseillers départementaux, depuis le redécoupage cantonal de 2014 entré en vigueur en 2015, et de la deuxième circonscription de l'Aisne  pour les élections législatives, depuis le dernier découpage électoral de 2010.

### Administration municipale

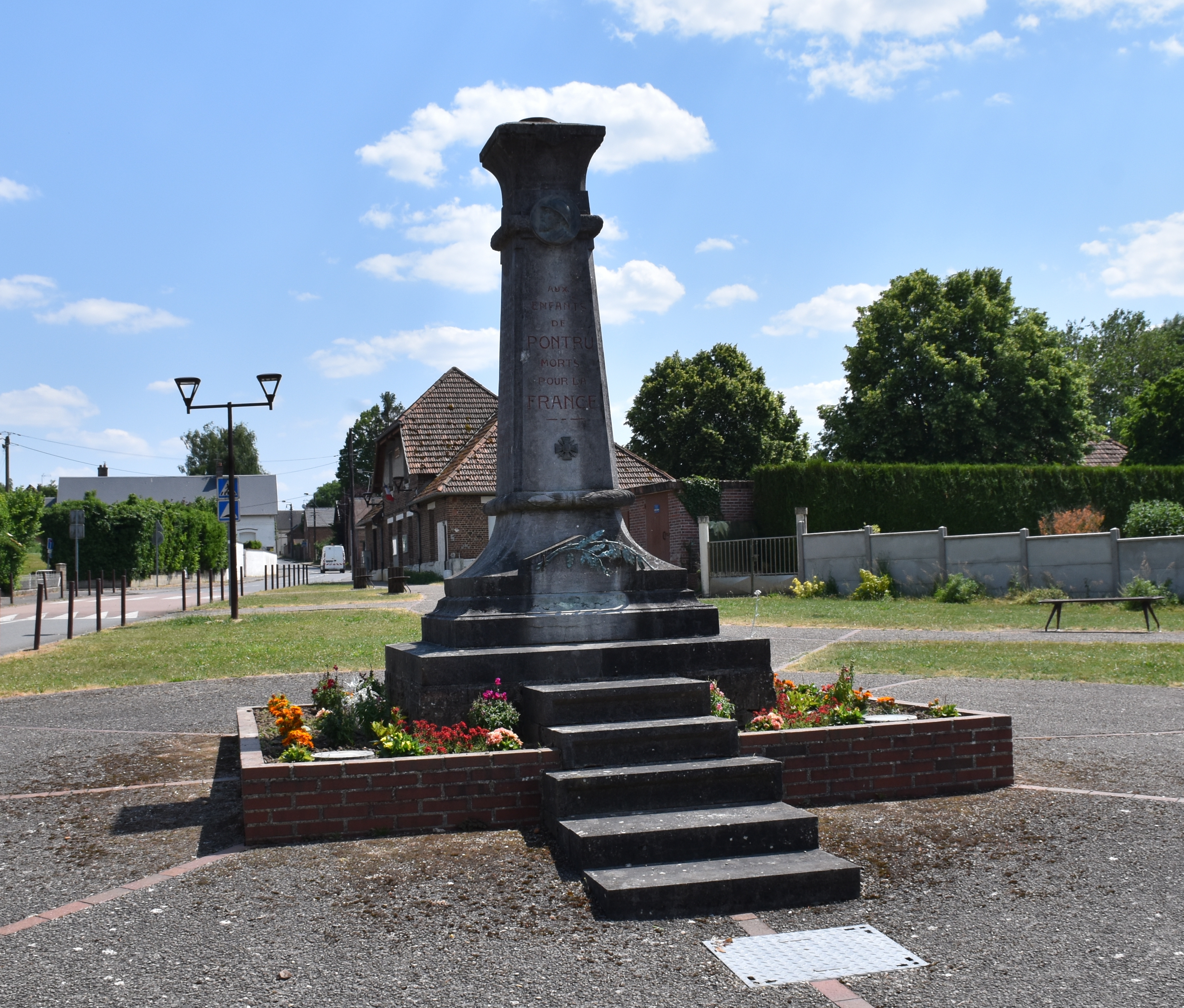
Le monument aux morts.

| Période                                  | Période                   | Identité            | Étiquette | Qualité                                                                          |
| ---------------------------------------- | ------------------------- | ------------------- | --------- | -------------------------------------------------------------------------------- |
| Les données manquantes sont à compléter. |                           |                     |           |                                                                                  |
| avant 1876                               | après 1877                | Camus               |           |                                                                                  |
| mars 2001                                | En cours (au 28 mai 2020) | Jean-Pierre Locquet | LR        | Agriculteur Conseiller départemental depuis 2021 Réélu pour le mandat 2020-2026, |

## Démographie
L'évolution du nombre d'habitants est connue à travers les recensements de la population effectués dans la commune depuis 1793. Pour les communes de moins de 10 000 habitants, une enquête de recensement portant sur toute la population est réalisée tous les cinq ans, les populations de référence des années intermédiaires étant quant à elles estimées par interpolation ou extrapolation. Pour la commune, le premier recensement exhaustif entrant dans le cadre du nouveau dispositif a été réalisé en 2005.

En 2022, la commune comptait 281 habitants, en évolution de +9,77 % par rapport à 2016 (Aisne : −1,97 %, France hors Mayotte : +2,11 %).
| 1793 | 1800 | 1806 | 1821 | 1831 | 1836 | 1841 | 1846 | 1851 |
| ---- | ---- | ---- | ---- | ---- | ---- | ---- | ---- | ---- |
| 333  | 299  | 290  | 314  | 361  | 404  | 414  | 431  | 519  |

| 1856 | 1861 | 1866 | 1872 | 1876 | 1881 | 1886 | 1891 | 1896 |
| ---- | ---- | ---- | ---- | ---- | ---- | ---- | ---- | ---- |
| 543  | 584  | 642  | 630  | 644  | 623  | 603  | 668  | 703  |

| 1901 | 1906 | 1911 | 1921 | 1926 | 1931 | 1936 | 1946 | 1954 |
| ---- | ---- | ---- | ---- | ---- | ---- | ---- | ---- | ---- |
| 695  | 697  | 692  | 303  | 354  | 372  | 326  | 300  | 307  |

| 1962 | 1968 | 1975 | 1982 | 1990 | 1999 | 2005 | 2006 | 2010 |
| ---- | ---- | ---- | ---- | ---- | ---- | ---- | ---- | ---- |
| 281  | 286  | 253  | 252  | 247  | 276  | 299  | 302  | 286  |

| 2015 | 2020 | 2022 | - | - | - | - | - | - |
| ---- | ---- | ---- | - | - | - | - | - | - |
| 261  | 272  | 281  | - | - | - | - | - | - |

## Lieux et monuments
- Église Saint-Rémi de Pontru.
- Petit patrimoine religieux : la chapelle du Sacré-Cœur (oratoire), une grotte de Lourdes et quelques calvaires.
- Le cimetière communal a une extension réservée au carré militaire où sont inhumés des soldats britanniques (plusieurs dizaines).
- Cimetière militaire allemand de Maissemy.
- Motte située au nord du bourg et dont les seigneurs sont cités en 1140. Le tertre, prit pour un tumulus par les antiquaires du XVIIIe siècle, mesure 60 mètres de diamètre pour une hauteur de 15 à 20 mètres[36].

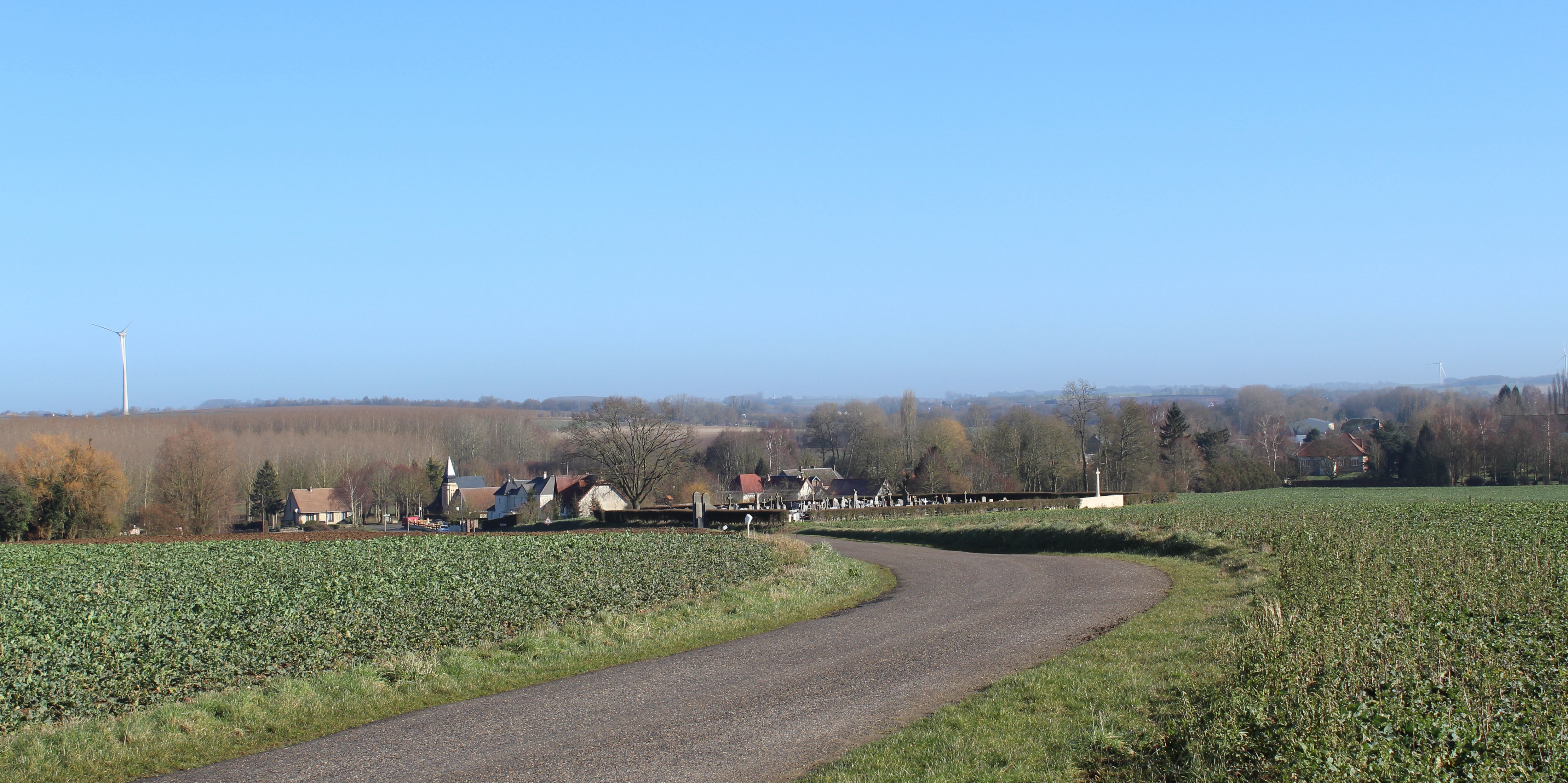
Vue panoramique depuis la route de Maissemy.
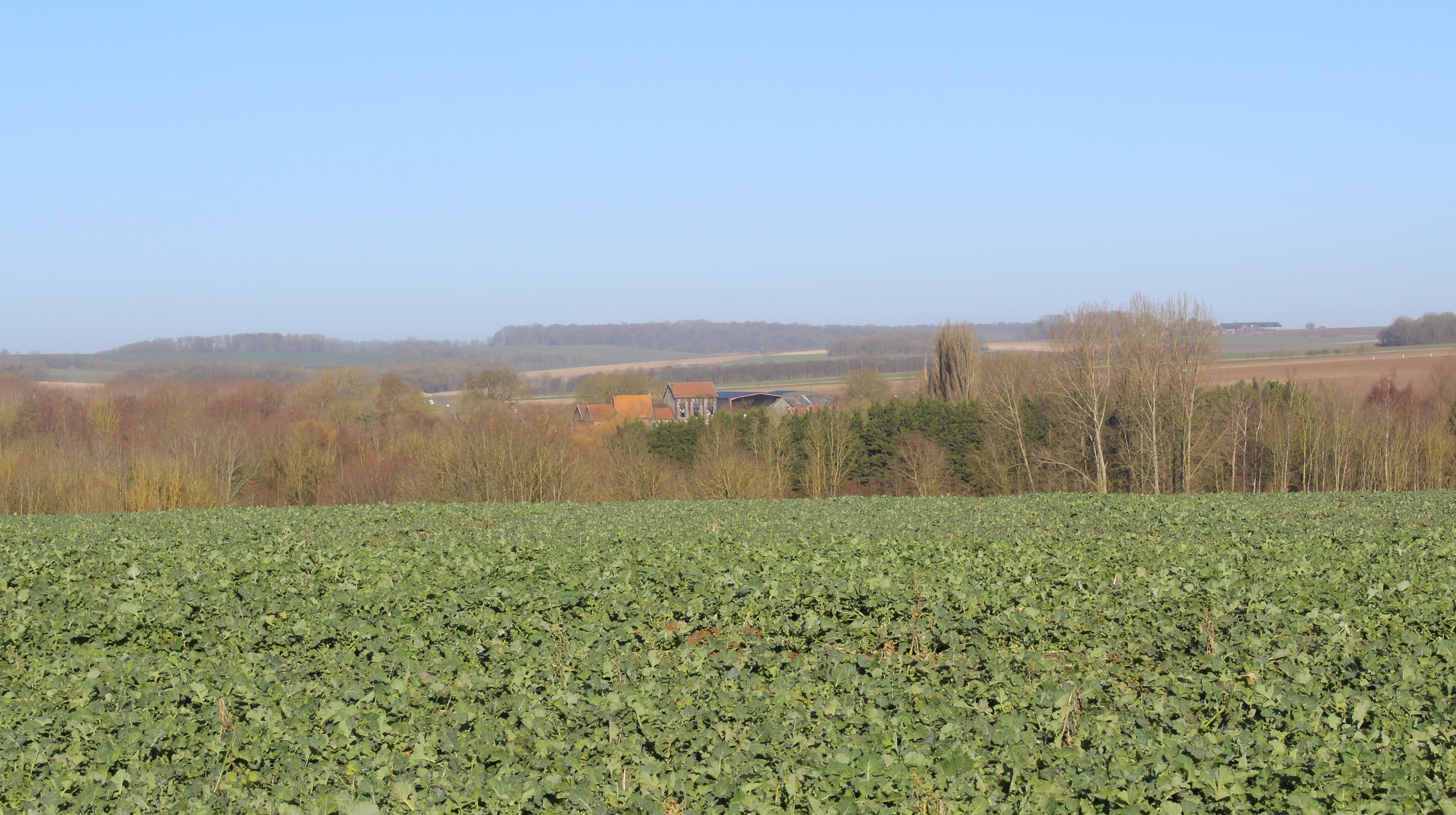
Vue du hameau de Berthaucourt.
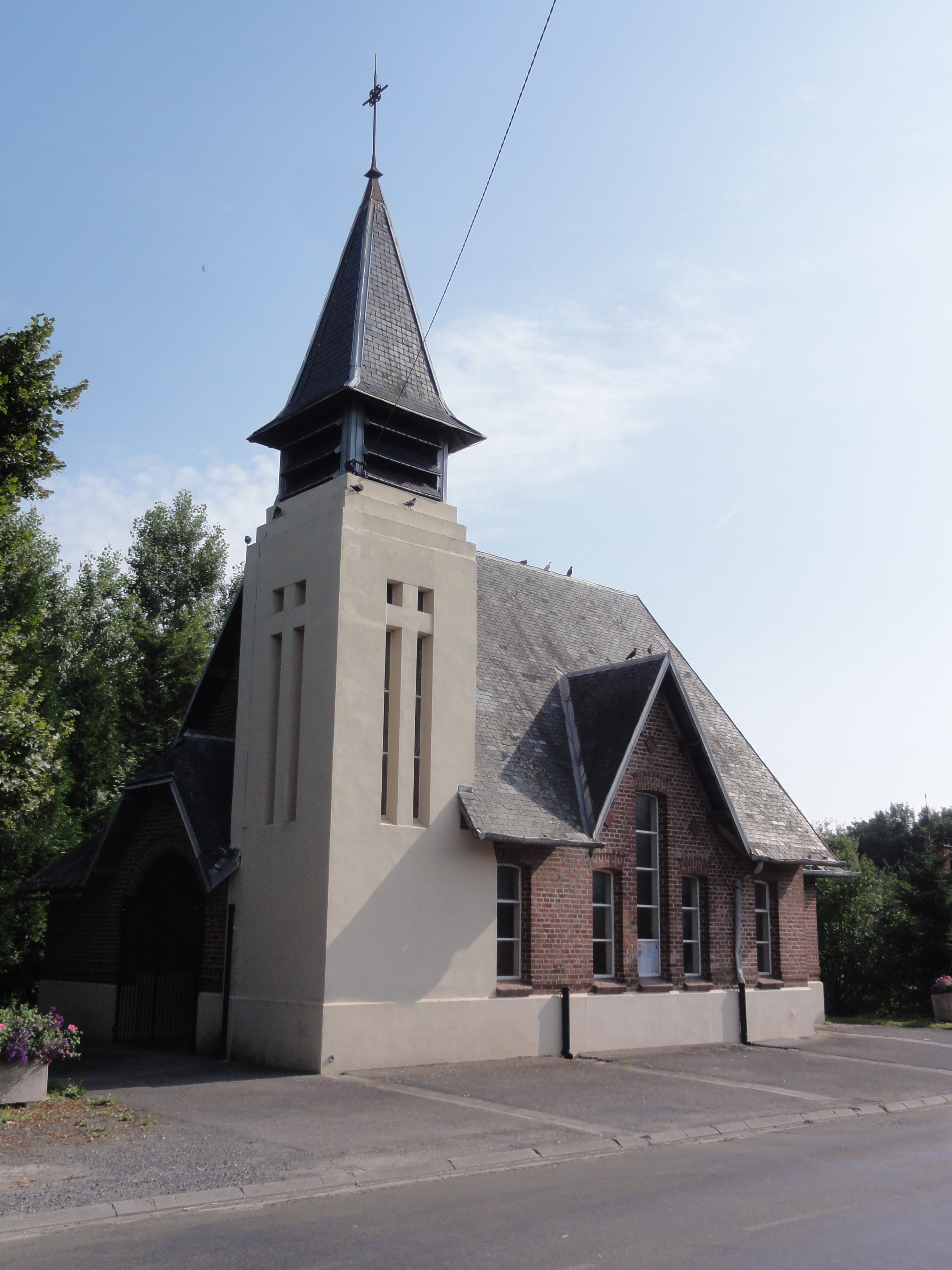
Église Saint-Rémi.
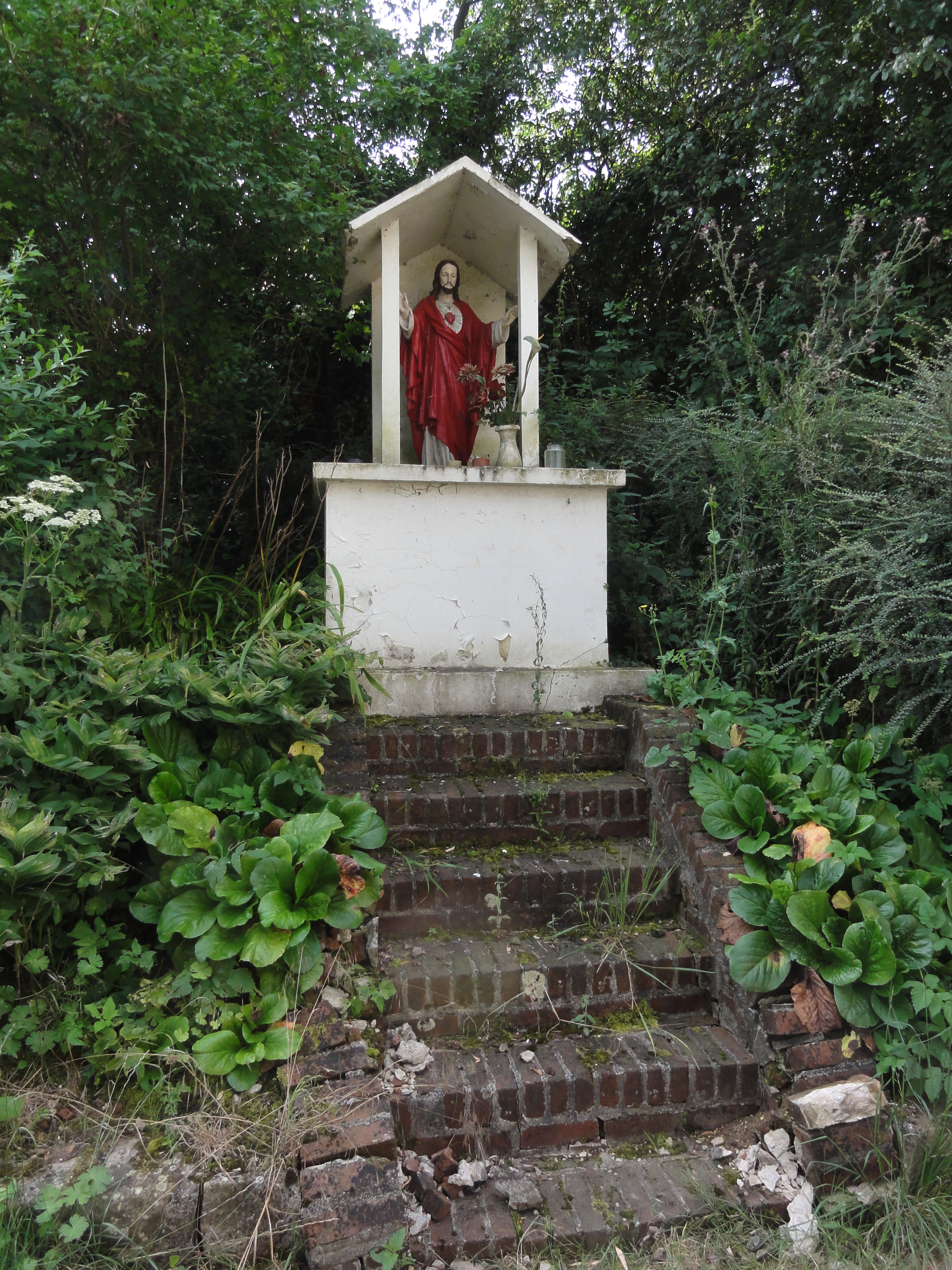
Chapelle du Sacré-Cœur.
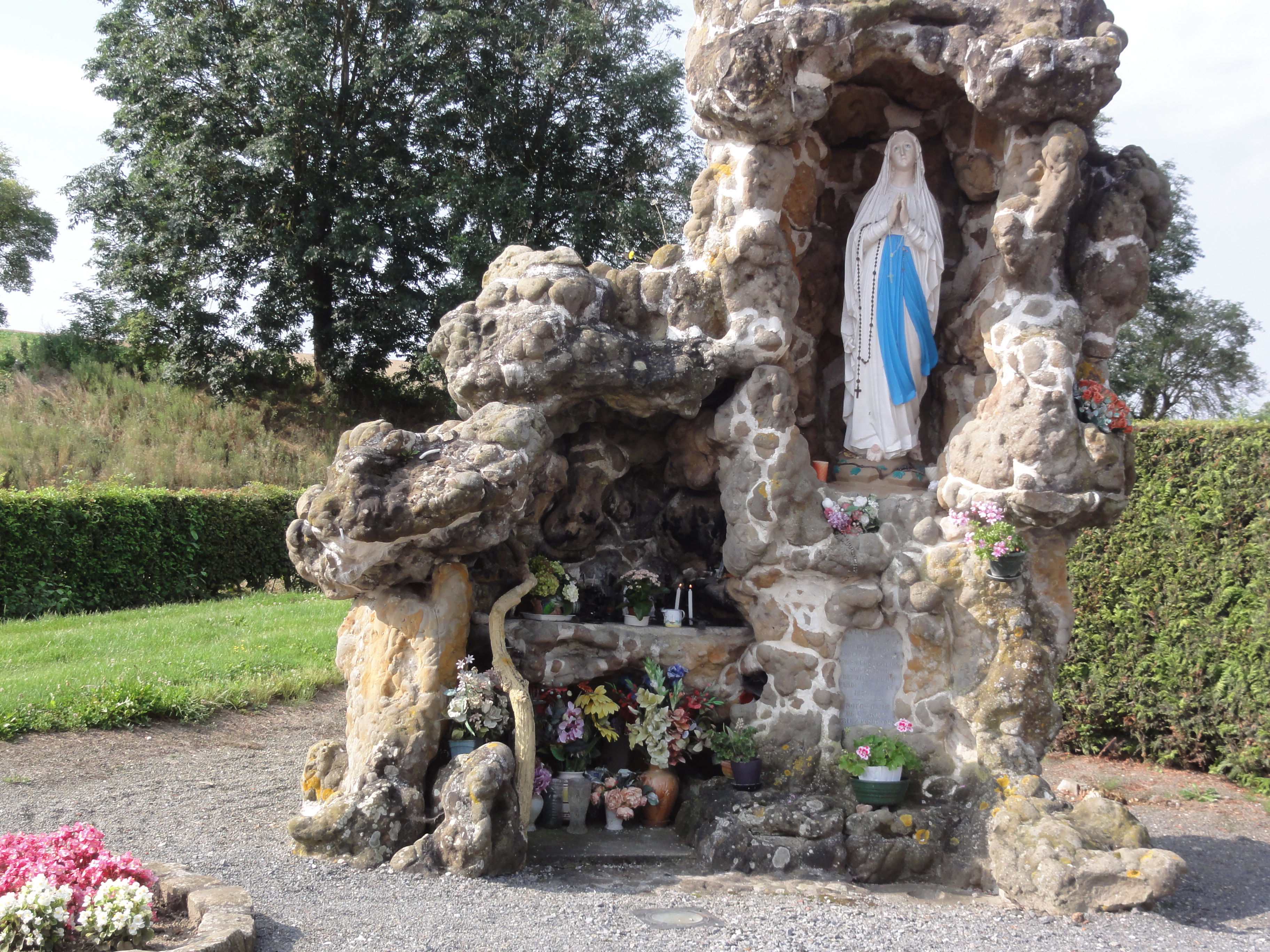
Grotte de Lourdes.
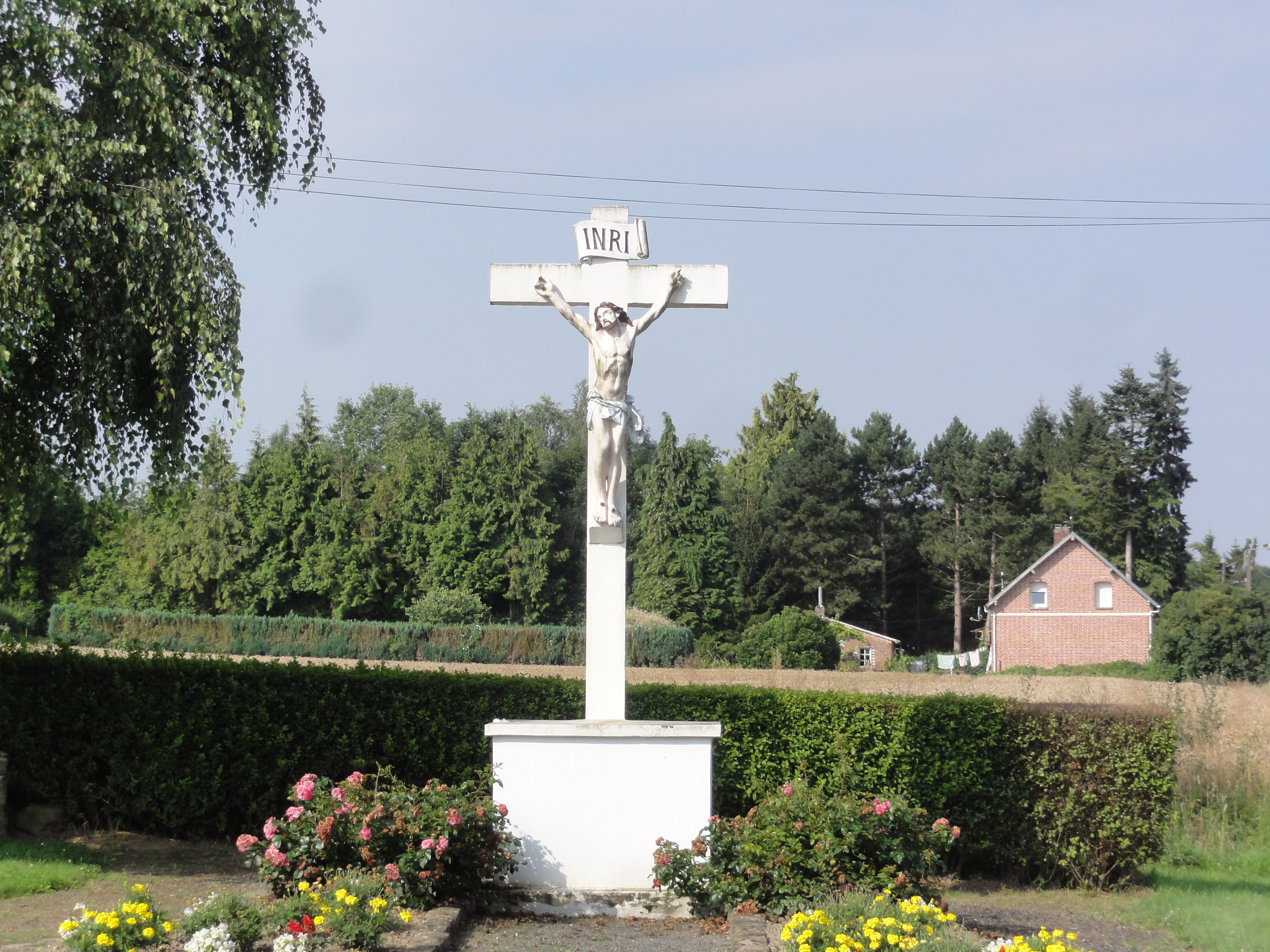
Croix blanche.
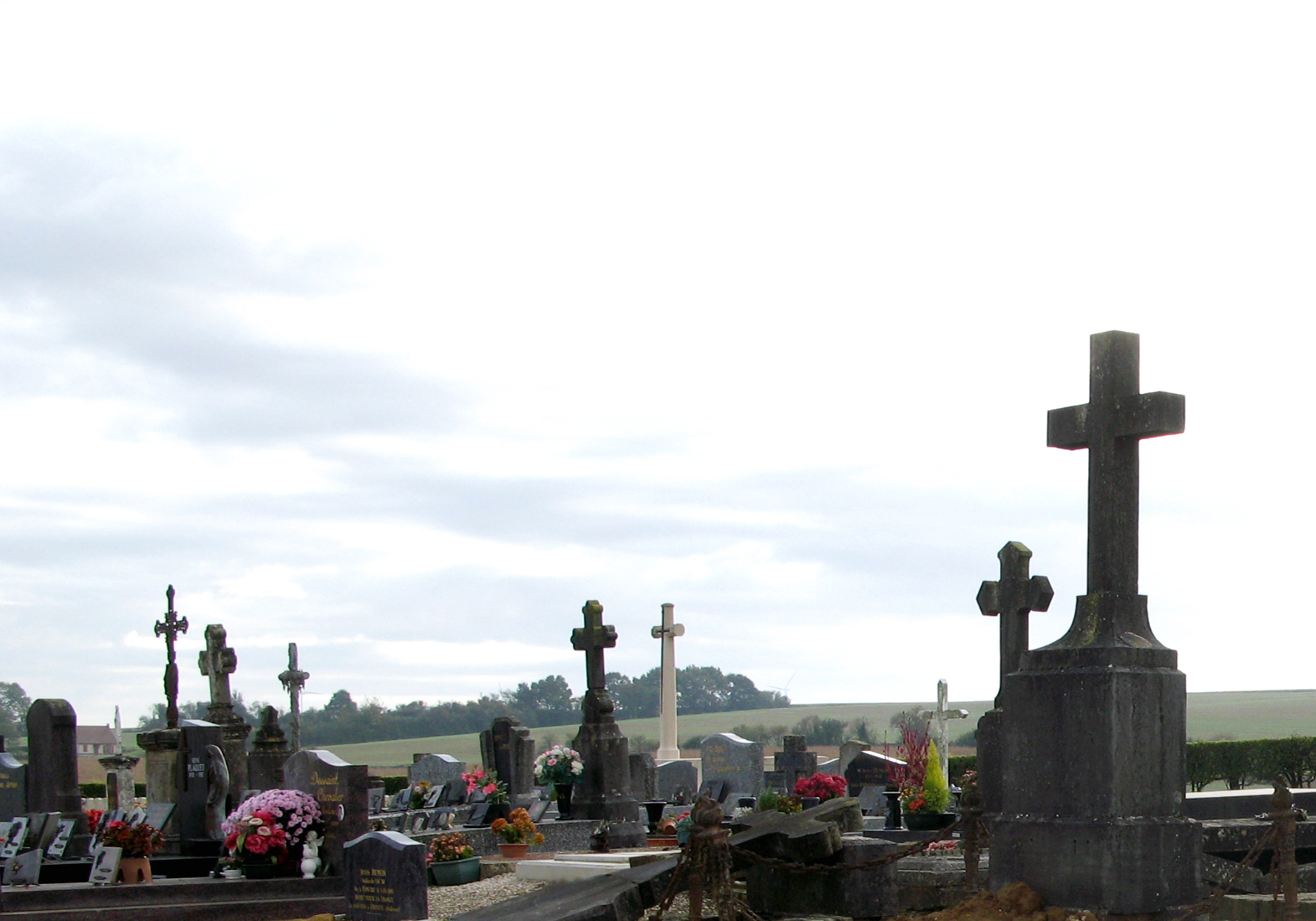
Cimetière.
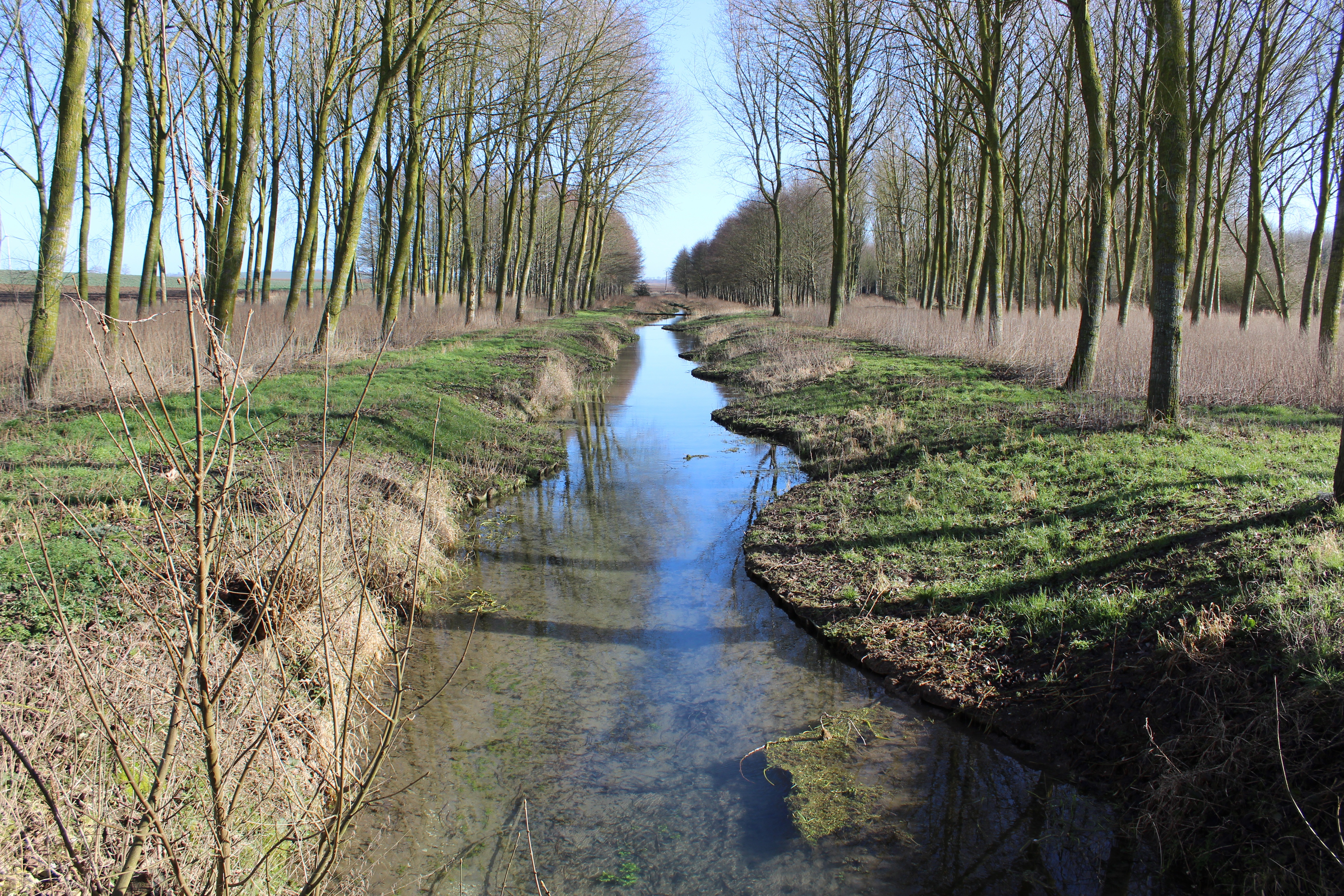
L'Omignon à Pontru.

## Personnalités liées à la commune
- Marie Denizard (1872-1959), militante féministe française, y est née ;
- Orens Denizard (1879-1965), dessinateur français, auteur du Burin satirique, y est né.